# Татариново (Тверская область)
Татариново — деревня в Селижаровском муниципальном округе Тверской области России.

## География
Расположена в центральной части Валдайской возвышенности, в лесной местности, в 22,7 километрах к юго-востоку от районного центра Селижарово, в 6,3 километрах от деревни Большая Коша.

## История
До мая 2020 года входила в состав Большекошинского сельского поселения Селижаровского района.
В мае 2020 года Законом Тверской области от 23.04.2020 № 23-ЗО Селижаровский муниципальный район и входившие в его состав поселения были преобразованы в Селижаровский муниципальный округ, Селижаровский административный район преобразуется в округ Селижарово, административная единица преобразована в округ.

## Население
| 2010 |
| ---- |
| 6    |

В 2002 году население деревни составляло 13 человек. 
Национальный состав
Согласно результатам переписи 2002 года, в национальной структуре населения русские составляли 92 % от жителей.

## Инфраструктура
Лесное хозяйство.

## Транспорт
Деревня находится на автодороге межмуниципального значения 28Н-1437 «Кисёлево — Ильино».